# Primera División femenina de fútbol sala 2004-05
La temporada 2004-05 de Primera División es la 11.ª edición de la máxima categoría de la Liga Nacional de Fútbol Sala Femenina de España. La competición se disputa anualmente, empezó el 25 de septiembre de 2004, y terminó 12 de junio de 2005.
La Primera División consta de un grupo único integrado por dieciséis equipos. Siguiendo un sistema de liga, los dieciséis equipos se enfrentan todos contra todos en dos ocasiones -una en campo propio y otra en campo contrario- sumando un total de 30 jornadas. El orden de los encuentros se decide por sorteo antes de empezar la competición. La clasificación final se establece con arreglo a los puntos totales obtenidos por cada equipo al finalizar el campeonato. Los equipos obtienen tres puntos por cada partido ganado, un punto por cada empate y ningún punto por los partidos perdidos. El equipo que más puntos sume al final del campeonato será proclamado campeón de Liga y los que finalizan en las tres últimas posiciones descienden de categoría.
El Femesala Elche es el equipo defensor del título, y el Nazaret. Racing de Santander y El Palmar descendieron de categoría, el Racing Delicias renunció a disputar la competición y su plaza fue ocupada por los equipos de Gironella, Goierri Urretxu, Diamante Rioja, Soto del Real, Cabanyal, Arturo Eyries.

## Información de los equipos
| Club                | Ciudad                 | Comunidad Autónoma   | Entrenador/a                     | Pabellón             | Aforo |
| ------------------- | ---------------------- | -------------------- | -------------------------------- | -------------------- | ----- |
| Femesala Elche      | Elche                  | Comunidad Valenciana | Carlos Navarro                   | Esperanza Lag        | 1.814 |
| UCAM El Pozo Murcia | Murcia                 | Región de Murcia     | Manolo Fernández                 | Príncipe de Asturias | 3.000 |
| Futsi Navalcarnero  | Navalcarnero           | Comunidad de Madrid  | David Pasero                     | La Estación          | 1.500 |
| Tecnocasa Móstoles  | Móstoles               | Comunidad de Madrid  | Basilio López                    | Villafontana         | 450   |
| Kettal Fuenlabrada  | Fuenlabrada            | Comunidad de Madrid  | Richi de Souza                   | El Trigal            |       |
| Hegoalde Tolosa     | Tolosa                 | País Vasco           | Maite Argote y Virginia Amilibia | Berazubi             |       |
| Zaragoza 2002       | Zaragoza               | Aragón               | Luis Fernández                   | Delicias             |       |
| AD Teldeportivo     | Telde                  | Canarias             | Vicente Vega                     | Paco Artiles         |       |
| C.D. Ourense        | Orense                 | Galicia              | Toño Rivas                       | Os Remedios          | 2.500 |
| Valdetires Meirás   | Ferrol                 | Galicia              | Viruco                           | Ensanche             |       |
| FS Gironella        | Gironella              | Cataluña             | Bandera de España                | Mun. Gironella       |       |
| Goierri Urretxu     | Villarreal de Urrechua | País Vasco           | José Manuel García               | Aldiri               |       |
| Diamante Rioja      | Logroño                | La Rioja             | Bandera de España                | Lobete               |       |
| VP Soto del Real    | Soto del Real          | Comunidad de Madrid  | Carlos Pulido                    | Mun. Soto del Real   |       |
| CD Cabanyal         | Valencia               | Comunidad Valenciana | Julio Martín                     | La Malvarrosa        |       |
| Arturo Eyres        | Valladolid             | Castilla y León      | Paco Mellado                     | Parquesol            |       |

### Cambios de entrenadores
| Equipo              | Entrenador (Jornadas)   | Fecha de vacante    | Posición en la tabla | Entrenador entrante      | Fecha de nombramiento |
| ------------------- | ----------------------- | ------------------- | -------------------- | ------------------------ | --------------------- |
| UCAM El Pozo Murcia | Manolo Fernández (1-15) | 24 de enero de 2005 |                      | Joaquín Peñaranda (16- ) | 26 de enero de 2005   |
| Tecnocasa Móstoles  | Basilio López (1-15)    | 24 de enero de 2005 |                      | Ángel Saiz (16- )        | 27 de enero de 2005   |

## Equipos por comunidad autónoma
|
| Comunidad autónoma   | N.º | Equipos                                                                      |
| -------------------- | --- | ---------------------------------------------------------------------------- |
| Comunidad de Madrid  | 4   | Futsi Navalcarnero, Tecnocasa Móstoles, Kettal Fuenlabrada VP Soto del Real. |
| País Vasco           | 2   | Hegoalde Tolosa Goierri Urretxu.                                             |
| Galicia              | 2   | C.D. Ourense Valdetires Meirás.                                              |
| Comunidad Valenciana | 2   | Femesala Elche CD Cabanyal.                                                  |
| Región de Murcia     | 1   | UCAM El Pozo Murcia.                                                         |
| Aragón               | 1   | Zaragoza 2002.                                                               |
| Canarias             | 1   | AD Teldeportivo.                                                             |
| Cataluña             | 1   | FS Gironella.                                                                |
| La Rioja             | 1   | Diamante Rioja.                                                              |
| Castilla y León      | 1   | Arturo Eyres.                                                                |

## Clasificación
|                                                           |     | Equipos            | PJ | G  | E | P  | GF  | GC  | Dif. | Pts. |
| --------------------------------------------------------- | --- | ------------------ | -- | -- | - | -- | --- | --- | ---- | ---- |
|                                                           | 1.  | Femesala Elche     | 30 | 24 | 1 | 3  | 155 | 61  | +94  | 79   |
|                                                           | 2.  | Futsi Navalcarnero | 30 | 23 | 2 | 5  | 159 | 89  | +70  | 71   |
|                                                           | 3.  | UCAM Murcia        | 30 | 19 | 2 | 9  | 158 | 69  | +89  | 59   |
|                                                           | 4.  | Tecnocasa Móstoles | 30 | 17 | 6 | 7  | 119 | 84  | +35  | 57   |
|                                                           | 5.  | Teldeportivo       | 30 | 19 | 1 | 10 | 113 | 83  | +30  | 55N1 |
|                                                           | 6.  | Zaragoza 2002      | 30 | 17 | 4 | 9  | 119 | 111 | +8   | 55   |
|                                                           | 7.  | Kettal Fuenlabrada | 30 | 17 | 1 | 12 | 114 | 93  | +21  | 52   |
|                                                           | 8.  | VP Soto del Real   | 30 | 12 | 3 | 15 | 126 | 120 | +6   | 39   |
|                                                           | 9.  | CD Ourense         | 30 | 11 | 6 | 13 | 102 | 109 | -7   | 39   |
|                                                           | 10. | Hegoalde Tolosa    | 30 | 11 | 5 | 14 | 103 | 108 | -5   | 38   |
|                                                           | 11. | FS Gironella       | 30 | 10 | 6 | 14 | 95  | 104 | -9   | 36   |
|                                                           | 12. | Diamante Rioja     | 30 | 11 | 3 | 16 | 103 | 130 | -27  | 36   |
|                                                           | 13. | Arturo Eyres       | 30 | 8  | 3 | 19 | 69  | 125 | -56  | 27   |
|                                                           | 14. | Goierri Urretxu    | 30 | 7  | 5 | 18 | 66  | 106 | -40  | 26   |
|                                                           | 15. | Valdetires Meirás  | 30 | 4  | 2 | 24 | 64  | 157 | -93  | 14   |
|                                                           | 16. | CD Cabanyal        | 30 | 2  | 2 | 26 | 46  | 135 | -89  | 8    |
| Nota 1: El Teldeportivo tiene 3 puntos menos por sanción. |     |                    |    |    |   |    |     |     |      |      |
| Última actualización: 12 de junio de 2005                 |     |                    |    |    |   |    |     |     |      |      |

|  | Campeón de Liga                       |
|  | Descendido a Segunda División 2005-06 |

|                                    |
| Bandera de la Comunidad Valenciana |
| Campeón Femesala Elche 5.º título  |

## Resultados
Los horarios corresponden a la CET (Hora Central Europea) UTC+1 en horario estándar y UTC+2 en horario de verano para los partidos disputados en la península y UTC+0 en horario estándar y UTC+1 en horario de verano para los partidos disputados en las Islas Canarias.
| Soto del Real      | 1 - 3 | Kettal Fuenlabrada | 25 de septiembre |       |                   |     |
| Arturo Eyres       | 3 - 1 | Hegoalde Tolosa    | 25 de septiembre | 17:00 | Parquesol         |     |
| Gironella          | 2 - 4 | Diamante Rioja     | 25 de septiembre | 17:00 | Mun. Gironella    | 500 |
| Goierri Urretxu    | 3 - 5 | UCAM Murcia        | 25 de septiembre | 18:00 | Aldiri            |     |
| Zaragoza 2002      | 5 - 1 | Teldeportivo       | 25 de septiembre | 18:00 | Delicias Bombarda |     |
| Tecnocasa Móstoles | 2 - 3 | Ourense            | 25 de septiembre | 18:15 | Villafontana      |     |
| Femesala Elche     | 8 - 1 | Cabanyal           | 25 de septiembre | 19:30 | Esperanza Lag     |     |
| Valdetires Meirás  | 1 - 4 | Futsi Navalcarnero | 1 de noviembre   |       | Ensanche          | 100 |

| UCAM Murcia        | 11 - 1 | Arturo Eyres       | 2 de octubre |             | Príncipe de Asturias |     |
| Futsi Navalcarnero | 6 - 3  | Gironella          | 2 de octubre |             | La Estación          | 200 |
| Cabanyal           | 1 - 4  | Zaragoza 2002      | 2 de octubre | 16:30       | Marni                |     |
| Ourense            | 7 - 5  | Soto del Real      | 2 de octubre | 17:00       | Os Remedios          |     |
| Diamante Rioja     | 2 - 1  | Goierri Urretxu    | 2 de octubre | 18:00       | Lobete               | 150 |
| Teldeportivo       | 6 - 4  | Tecnocasa Móstoles | 2 de octubre | 18:00 (h.i) | Paco Artiles         |     |
| Kettal Fuenlabrada | 10 - 2 | Valdetires Meirás  | 2 de octubre | 19:00       | El Trigal            |     |
| Hegoalde Tolosa    | 3 - 5  | Femesala Elche     | 2 de octubre | 19:00       | Berazubi             | 150 |

| Arturo Eyres       | 2 - 7  | Femesala Elche     | 9 de octubre  | 16:15 | Parquesol            | 150 |
| Soto del Real      | 2 - 2  | Teldeportivo       | 9 de octubre  | 17:30 | Mun. Soto del Real   | 50  |
| Goierri Urretxu    | 2 - 2  | Futsi Navalcarnero | 9 de octubre  | 18:00 | Aldiri               |     |
| Zaragoza 2002      | 7 - 3  | Hegoalde Tolosa    | 9 de octubre  | 18:00 | Delicias Bombarda    | 200 |
| UCAM Murcia        | 12 - 4 | Diamante Rioja     | 9 de octubre  | 18:00 | Príncipe de Asturias | 100 |
| Gironella          | 3 - 3  | Kettal Fuenlabrada | 9 de octubre  |       | Mun. Gironella       | 250 |
| Tecnocasa Móstoles | 6 - 2  | Cabanyal           | 9 de octubre  |       |                      |     |
| Valdetires Meirás  | 0 - 2  | Ourense            | 10 de octubre | 12:00 | Ensanche             | 100 |

| Futsi Navalcarnero | 3 - 3 | UCAM Murcia        | 16 de octubre |             | La Estación   | 100 |
| Ourense            | 8 - 3 | Gironella          | 16 de octubre | 17:00       | Os Remedios   | 100 |
| Diamante Rioja     | 5 - 3 | Arturo Eyres       | 16 de octubre | 18:00       | Lobete        |     |
| Teldeportivo       | 9 - 2 | Valdetires Meirás  | 16 de octubre | 18:00 (h.i) | Paco Artiles  |     |
| Cabanyal           | 1 - 4 | Soto del Real      | 16 de octubre |             | La Malvarrosa | 100 |
| Hegoalde Tolosa    | 3 - 3 | Tecnocasa Móstoles | 16 de octubre | 19:00       | Berazubi      |     |
| Kettal Fuenlabrada | 8 - 5 | Goierri Urretxu    | 16 de octubre | 19:00       | El Trigal     | 150 |
| Femesala Elche     | 7 - 2 | Zaragoza 2002      | 16 de octubre | 19:30       | Esperanza Lag |     |

| Arturo Eyres       | 3 - 4 | Zaragoza 2002      | 23 de octubre | 16:15 | Parquesol            | 150 |
| UCAM Murcia        | 4 - 2 | Kettal Fuenlabrada | 23 de octubre |       | Príncipe de Asturias |     |
| Goierri Urretxu    | 0 - 3 | Ourense            | 23 de octubre | 18:00 | Aldiri               |     |
| Tecnocasa Móstoles | 3 - 7 | Femesala Elche     | 23 de octubre | 18:15 | Villafontana         | 250 |
| Soto del Real      | 5 - 4 | Hegoalde Tolosa    | 23 de octubre | 18:30 | Mun. Soto del Real   | 100 |
| Gironella          | 4 - 3 | Teldeportivo       | 23 de octubre | 18:30 | Mun. Gironella       | 500 |
| Valdetires Meirás  | 4 - 0 | Cabanyal           | 23 de octubre | 19:00 | Ensanche             | 150 |
| Diamante Rioja     | 3 - 5 | Futsi Navalcarnero | 23 de octubre | 19:30 | Lobete               | 100 |

| Kettal Fuenlabrada | 6 - 1 | Diamante Rioja     | 30 de octubre |              | El Trigal         | 150 |
| Ourense            | 1 - 7 | UCAM Murcia        | 30 de octubre | 17:00        | Os Remedios       |     |
| Zaragoza 2002      | 3 - 0 | Tecnocasa Móstoles | 30 de octubre | 18:00        | Delicias Bombarda |     |
| Futsi Navalcarnero | 8 - 4 | Arturo Eyres       | 30 de octubre | 18:00        | La Estación       | 100 |
| Teldeportivo       | 2 - 0 | Goierri Urretxu    | 30 de octubre | 18:00 (h.i.) | Paco Artiles      | 200 |
| Cabanyal           | 1 - 1 | Gironella          | 30 de octubre |              | La Malvarrosa     |     |
| Hegoalde Tolosa    | 7 - 1 | Valdetires Meirás  | 30 de octubre | 19:00        | Berazubi          |     |
| Femesala Elche     | 6 - 2 | Soto del Real      | 30 de octubre | 19:30        | Esperanza Lag     | 300 |

| Futsi Navalcarnero                                                                           | 4 - 2   | Kettal Fuenlabrada | 6 de noviembre |       | Estación             | 300 |
| UCAM Murcia                                                                                  | 4 - 10  | Teldeportivo       | 6 de noviembre | 16:30 | Príncipe de Asturias | 220 |
| Arturo Eyres                                                                                 | 1 - 5   | Tecnocasa Móstoles | 6 de noviembre | 18:00 | Parquesol            | 100 |
| Diamante Rioja                                                                               | 1 - 2   | Ourense            | 6 de noviembre | 19:00 | Lobete               | 200 |
| Valdetires Meirás                                                                            | 1 - 3   | Femesala Elche     | 6 de noviembre | 19:00 | Ensanche             | 100 |
| Gironella                                                                                    | 6 - 3   | Hegoalde Tolosa    | 6 de noviembre | 19:30 | Mun. Gironella       | 200 |
| Soto del Real                                                                                | 3 - 5   | Zaragoza 2002      | 6 de noviembre | 19:30 | Mun. Soto Real       | 60  |
| Goierri Urretxu                                                                              | 0 - 6N3 | Cabanyal           | 7 de noviembre | 12:00 | Aldiri               |     |
| Nota 3: Se le dio el partido ganado al Cabanyal por 6-0 por alineación indebida del Goierri. |         |                    |                |       |                      |     |

| Kettal Fuenlabrada | 4 - 6  | Arturo Eyres       | 13 de noviembre |              | Trigal            | 250 |
| Ourense            | 4 - 6  | Futsi Navalcarnero | 13 de noviembre | 17:00        | Os Remedios       | 500 |
| Hegoalde Tolosa    | 1 - 0  | Goierri Urretxu    | 13 de noviembre | 17:00        | Berazubi          | 300 |
| Cabanyal           | 0 - 4  | UCAM Murcia        | 13 de noviembre |              | La Malvarrosa     | 100 |
| Zaragoza 2002      | 9 - 2  | Valdetires Meirás  | 13 de noviembre | 18:00        | Delicias Bombarda | 200 |
| Teldeportivo       | 13 - 3 | Diamante Rioja     | 13 de noviembre | 18:00 (h.i.) | Paco Artiles      | 350 |
| Femesala Elche     | 5 - 0  | Gironella          | 13 de noviembre | 19:30        | Esperanza Lag     | 200 |
| Tecnocasa Móstoles | 4 - 2  | Soto del Real      | 13 de noviembre |              | Villafontana      | 150 |

| Arturo Eyres       | 3 - 9 | Soto del Real      | 20 de noviembre | 16:15 | Parquesol            | 100 |
| Gironella          | 1 - 0 | Zaragoza 2002      | 20 de noviembre | 17:00 | Mun. Gironella       | 400 |
| Diamante Rioja     | 4 - 1 | Cabanyal           | 20 de noviembre | 18:00 | Lobete               | 150 |
| Goierri Urretxu    | 1 - 4 | Femesala Elche     | 20 de noviembre | 18:00 | Aldiri               | 150 |
| Futsi Navalcarnero | 5 - 3 | Teldeportivo       | 20 de noviembre | 18:30 | La Estación          | 100 |
| UCAM Murcia        | 7 - 2 | Hegoalde Tolosa    | 20 de noviembre | 18:45 | Príncipe de Asturias | 150 |
| Kettal Fuenlabrada | 5 - 2 | Ourense            | 20 de noviembre | 19:00 | El Trigal            | 300 |
| Valdetires Meirás  | 2 - 2 | Tecnocasa Móstoles | 20 de noviembre | 19:00 | Ensanche             | 150 |

| Cabanyal           | 0 - 13 | Futsi Navalcarnero | 27 de noviembre | 16:30       | La Malvarrosa     | 100 |
| Ourense            | 5 - 5  | Arturo Eyres       | 27 de noviembre | 17:00       | Los Remedios      | 150 |
| Zaragoza 2002      | 6 - 5  | Goierri Urretxu    | 27 de noviembre | 18:00       | Delicias Bombarda | 150 |
| Tecnocasa Móstoles | 3 - 2  | Gironella          | 27 de noviembre | 18:15       | Villafontana      | 120 |
| Soto del Real      | 12 - 0 | Valdetires Meirás  | 27 de noviembre | 18:30       | Mun. Soto Real    | 100 |
| Teldeportivo       | 6 - 0  | Kettal Fuenlabrada | 27 de noviembre | 18:00 (h.i) | Paco Artiles      | 300 |
| Hegoalde Tolosa    | 3 - 1  | Diamante Rioja     | 27 de noviembre | 19:00       | Berazubi          | 200 |
| Femesala Elche     | 5 - 4  | UCAM Murcia        | 27 de noviembre | 19:30       | Esperanza Lag     | 900 |

| Arturo Eyres       | 5 - 3 | Valdetires Meirás  | 11 de diciembre | 16:15 | Parquesol            | 250 |
| Ourense            | 5 - 6 | Teldeportivo       | 11 de diciembre | 16:30 | Los Remedios         | 150 |
| Gironella          | 2 - 5 | Soto del Real      | 11 de diciembre | 17:00 | Mun. Gironella       | 900 |
| Goierri Urretxu    | 0 - 4 | Tecnocasa Móstoles | 11 de diciembre | 18:00 | Bidebieta            | 100 |
| Diamante Rioja     | 2 - 6 | Femesala Elche     | 11 de diciembre | 18:00 | Lobete               | 250 |
| Futsi Navalcarnero | 9 - 4 | Hegoalde Tolosa    | 11 de diciembre | 18:30 | La Estación          | 100 |
| UCAM Murcia        | 7 - 1 | Zaragoza 2002      | 11 de diciembre | 18:45 | Príncipe de Asturias | 100 |
| Kettal Fuenlabrada | 2 - 0 | Cabanyal           | 11 de diciembre | 19:00 | El Trigal            | 200 |

| Cabanyal           | 1 - 5 | Ourense            | 18 de diciembre | 18:00       | La Malvarrosa     | 75  |
| Zaragoza 2002      | 4 - 4 | Diamante Rioja     | 18 de diciembre | 18:00       | Delicias Bombarda | 200 |
| Tecnocasa Móstoles | 4 - 4 | UCAM Murcia        | 18 de diciembre | 18:15       | Villafontana      | 100 |
| Soto del Real      | 4 - 3 | Goierri Urretxu    | 18 de diciembre | 18:30       | Mun. Soto Real    | 100 |
| Teldeportivo       | 4 - 0 | Arturo Eyres       | 18 de diciembre | 18:00 (h.i) | Paco Artiles      | 150 |
| Hegoalde Tolosa    | 6 - 2 | Kettal Fuenlabrada | 18 de diciembre | 19:00       | Berazubi          | 200 |
| Valdetires Meirás  | 0 - 4 | Gironella          | 18 de diciembre | 19:00       | Ensanche          | 100 |
| Femesala Elche     | 3 - 1 | Futsi Navalcarnero | 18 de diciembre | 19:30       | Esperanza Lag     | 600 |

| Ourense            | 2 - 2 | Hegoalde Tolosa    | 8 de enero | 17:00        | Remedios             | 200 |
| Goierri Urretxu    | 4 - 0 | Valdetires Meirás  | 8 de enero | 18:00        | Aldiri               | 50  |
| Diamante Rioja     | 3 - 4 | Tecnocasa Móstoles | 8 de enero | 18:00        | Lobete               | 150 |
| Teldeportivo       | 3 - 1 | Cabanyal           | 8 de enero | 18:00 (h.i.) | Paco Artiles         | 200 |
| Futsi Navalcarnero | 6 - 5 | Zaragoza 2002      | 8 de enero | 18:30        | Estación             | 250 |
| Kettal Fuenlabrada | 1 - 3 | Femesala Elche     | 8 de enero | 19:00        | El Trigal            |     |
| UCAM Murcia        | 9 - 7 | Soto del Real      | 8 de enero |              | Príncipe de Asturias | 100 |
| Arturo Eyres       | 3 - 5 | Gironella          | 8 de enero |              | Parquesol            | 75  |

| Arturo Eyres       | 1 - 1 | Cabanyal           | 15 de enero | 16:15 | Parquesol         | 100 |
| Zaragoza 2002      | 3 - 2 | Kettal Fuenlabrada | 15 de enero | 18:00 | Delicias Bombarda | 150 |
| Gironella          | 3 - 3 | Goierri Urretxu    | 15 de enero | 18:00 | Mun. Gironella    | 200 |
| Tecnocasa Móstoles | 3 - 6 | Futsi Navalcarnero | 15 de enero | 18:15 | Villafontana      | 300 |
| Valdetires Meirás  | 1 - 4 | UCAM Murcia        | 15 de enero | 19:00 | Ensanche          | 50  |
| Hegoalde Tolosa    | 0 - 2 | Teldeportivo       | 15 de enero | 19:00 | Berazubi          | 150 |
| Soto del Real      | 5 - 5 | Diamante Rioja     | 15 de enero | 19:00 | Mun. Soto Real    | 150 |
| Femesala Elche     | 3 - 1 | Ourense            | 15 de enero | 19:30 | Esperanza Lag     | 200 |

| Diamante Rioja                                                                                   | 8 - 1   | Valdetires Meirás  | 22 de enero   | 18:00       | Lobete               | 300 |
| Ourense                                                                                          | 4 - 6   | Zaragoza 2002      | 22 de enero   | 18:00       | Los Remedios         | 250 |
| Goierri Urretxu                                                                                  | 0 - 6N4 | Arturo Eyres       | 22 de enero   | 18:00       | Aldiri               | 100 |
| UCAM Murcia                                                                                      | 4 - 5   | Gironella          | 22 de enero   | 18:30       | Príncipe de Asturias |     |
| Futsi Navalcarnero                                                                               | 3 - 4   | Soto del Real      | 22 de enero   | 18:30       | La Estación          | 150 |
| Kettal Fuenlabrada                                                                               | 5 - 2   | Tecnocasa Móstoles | 22 de enero   | 19:00       | El Trigal            | 500 |
| Teldeportivo                                                                                     | 2 - 6   | Femesala Elche     | 22 de enero   | 20:00 (h.i) | Paco Artiles         | 400 |
| Cabanyal                                                                                         | 8 - 3   | Hegoalde Tolosa    | 28 de eneroN5 |             | La Cañada Paterna    | 300 |
| Nota 4: Se le dio el partido ganado al Arturo Eyres por 6-0 por alineación indebida del Goierri. |         |                    |               |             |                      |     |
| Nota 5: Se aplazó el partido por la muerte de un familiar de una jugadora del Hegoalde.          |         |                    |               |             |                      |     |

| UCAM Murcia        | 5 - 1 | Goierri Urretxu    | 5 de febrero |             | Príncipe de Asturias | 100 |
| Kettal Fuenlabrada | 5 - 2 | Soto del Real      | 5 de febrero |             | El Trigal            | 250 |
| Ourense            | 0 - 3 | Tecnocasa Móstoles | 5 de febrero | 17:00       | Os Remedios          | 150 |
| Diamante Rioja     | 3 - 2 | Gironella          | 5 de febrero | 18:00       | Lobete               | 200 |
| Cabanyal           | 0 - 5 | Femesala Elche     | 5 de febrero | 19:00       | La Cañada Paterna    | 250 |
| Hegoalde Tolosa    | 5 - 2 | Arturo Eyres       | 5 de febrero | 19:00       | Berazubi             | 150 |
| Teldeportivo       | 1 - 4 | Zaragoza 2002      | 5 de febrero | 20:00 (h.i) | Paco Artiles         | 200 |
| Futsi Navalcarnero | 9 - 1 | Valdetires Meirás  | 6 de febrero | 11:00       | La Estación          | 100 |

| Arturo Eyres       | 2 - 9 | UCAM Murcia        | 19 de febrero | 16:15 | Parquesol         | 70  |
| Gironella          | 0 - 4 | Futsi Navalcarnero | 19 de febrero | 17:00 | Mun. Gironella    | 600 |
| Zaragoza 2002      | 3 - 2 | Cabanyal           | 19 de febrero | 18:00 | Delicias Bombarda | 100 |
| Tecnocasa Móstoles | 2 - 1 | Teldeportivo       | 19 de febrero | 18:15 | Villafontana      | 200 |
| Valdetires Meirás  | 1 - 2 | Kettal Fuenlabrada | 19 de febrero | 19:00 | Ensanche          | 150 |
| Soto del Real      | 4 - 5 | Ourense            | 19 de febrero | 19:00 | Mun. Soto Real    | 100 |
| Femesala Elche     | 3 - 2 | Hegoalde Tolosa    | 19 de febrero | 19:30 | Esperanza Lag     | 150 |
| Goierri Urretxu    | 5 - 3 | Diamante Rioja     | 19 de febrero | 20:00 | Bidebieta         | 200 |

| Cabanyal           | 2 - 5  | Tecnocasa Móstoles | 26 de febrero | 17:00        | La Malvarrosa | 50  |
| Ourense            | 6 - 3  | Valdetires Meirás  | 26 de febrero | 17:00        | Los Remedios  | 150 |
| Diamante Rioja     | 2 - 4  | UCAM Murcia        | 26 de febrero | 18:00        | Lobete        | 200 |
| Teldeportivo       | 7 - 3  | Soto del Real      | 26 de febrero | 18:00 (h.i.) | Paco Artiles  | 300 |
| Futsi Navalcarnero | 3 - 2  | Goierri Urretxu    | 26 de febrero | 18:30        | La Estación   | 100 |
| Kettal Fuenlabrada | 2 - 6  | Gironella          | 26 de febrero | 19:00        | El Trigal     | 200 |
| Hegoalde Tolosa    | 10 - 4 | Zaragoza 2002      | 26 de febrero | 19:00        | Berazubi      | 200 |
| Femesala Elche     | 4 - 1  | Arturo Eyres       | 26 de febrero | 19:30        | Esperanza Lag |     |

| Arturo Eyres                                                                                         | 0 - 4   | Diamante Rioja     | 12 de marzo | 16:15 | Parquesol            | 100 |
| Valdetires Meirás                                                                                    | 6 - 0N1 | Teldeportivo       | 12 de marzo | 17:00 | Ensanche             |     |
| Gironella                                                                                            | 6 - 5   | Ourense            | 12 de marzo | 18:00 | Mun. Gironella       | 600 |
| Zaragoza 2002                                                                                        | 0 - 4   | Femesala Elche     | 12 de marzo | 18:00 | Delicias Bombarda    | 150 |
| Tecnocasa Móstoles                                                                                   | 2 - 5   | Hegoalde Tolosa    | 12 de marzo | 18:15 | Villafontana         | 150 |
| UCAM Murcia                                                                                          | 2 - 4   | Futsi Navalcarnero | 12 de marzo | 18:30 | Torre Puente Tocinos | 100 |
| Goierri Urretxu                                                                                      | 8 - 6   | Kettal Fuenlabrada | 12 de marzo | 19:00 | Aldiri               | 75  |
| Soto del Real                                                                                        | 4 - 2   | Cabanyal           | 12 de marzo | 19:00 | Mun. Soto Real       | 100 |
| Nota 1: El partido se le dio ganado al Valdetires Meirás por la incomparecencia del Teldeportivo FS. |         |                    |             |       |                      |     |

| Ourense            | 2 - 2 | Goierri Urretxu    | 19 de marzo | 17:00        | Los Remedios      | 200 |
| Cabanyal           | 1 - 5 | Valdetires Meirás  | 19 de marzo | 17:00        | Marni             | 100 |
| Teldeportivo       | 3 - 1 | Gironella          | 19 de marzo | 18:00 (h.i.) | Paco Artiles      | 400 |
| Futsi Navalcarnero | 5 - 4 | Diamante Rioja     | 19 de marzo | 18:30        | La Estación       | 100 |
| Kettal Fuenlabrada | 5 - 3 | UCAM Murcia        | 19 de marzo | 19:00        | El Trigal         | 150 |
| Hegoalde Tolosa    | 2 - 5 | Soto del Real      | 19 de marzo | 19:00        | Berazubi          | 75  |
| Femesala Elche     | 4 - 4 | Tecnocasa Móstoles | 19 de marzo | 19:30        | Esperanza Lag     | 300 |
| Zaragoza 2002      | 4 - 2 | Arturo Eyres       | 20 de marzo | 11:00        | Delicias Bombarda |     |

| UCAM Murcia                                                       | 3 - 2  | Ourense            | 2 de abril   | 16:30 | Príncipe de Asturias | 100 |
| Goierri Urretxu                                                   | 1 - 4  | Teldeportivo       | 2 de abril   | 17:00 | Aldiri               | 50  |
| Gironella                                                         | 11 - 1 | Cabanyal           | 2 de abril   | 18:00 | Mun. Gironella       | 500 |
| Tecnocasa Móstoles                                                | 2 - 2  | Zaragoza 2002      | 2 de abril   | 18:15 | Villafontana         | 150 |
| Valdetires Meirás                                                 | 4 - 3  | Hegoalde Tolosa    | 2 de abril   | 19:00 | Ensanche             | 150 |
| Diamante Rioja                                                    | 3 - 2  | Kettal Fuenlabrada | 2 de abril   | 20:00 | Lobete               | 200 |
| Arturo Eyres                                                      | 2 - 9  | Futsi Navalcarnero | 3 de abril   | 12:30 | Parquesol            | 200 |
| Soto del Real                                                     | 4 - 3  | Femesala Elche     | 28 de mayoN1 | 19:00 | Mun. Soto del Real   | 150 |
| Nota 1: Se aplazó el partido por incomparecencia de los árbitros. |        |                    |              |       |                      |     |

| Cabanyal           | 1 - 2  | Goierri Urretxu    | 9 de abril | 17:00        | Malvarrosa    | 100 |
| Ourense            | 7 - 3  | Diamante Rioja     | 9 de abril | 17:00        | Os Remedios   | 100 |
| Zaragoza 2002      | 6 - 4  | Soto del Real      | 9 de abril | 18:00        | Delicias      | 150 |
| Teldeportivo       | 1 - 4  | UCAM Murcia        | 9 de abril | 18:00 (h.i.) | Paco Artiles  | 150 |
| Tecnocasa Móstoles | 3 - 1  | Arturo Eyres       | 9 de abril | 18:30        | Villafontana  | 150 |
| Kettal Fuenlabrada | 10 - 3 | Futsi Navalcarnero | 9 de abril | 19:00        | Trigal        | 200 |
| Hegoalde Tolosa    | 2 - 2  | Gironella          | 9 de abril | 19:00        | Berazubi      | 200 |
| Femesala Elche     | 9 - 3  | Valdetires Meirás  | 9 de abril | 19:30        | Esperanza Lag | 200 |

| Arturo Eyres       | 2 - 5 | Kettal Fuenlabrada | 16 de abril | 16:15 | Parquesol            | 100  |
| UCAM Murcia        | 8 - 0 | Cabanyal           | 16 de abril | 16:30 | Príncipe de Asturias | 120  |
| Diamante Rioja     | 1 - 2 | Teldeportivo       | 16 de abril | 18:00 | Lobete               | 150  |
| Gironella          | 1 - 5 | Femesala Elche     | 16 de abril | 18:00 | Mun. Gironella       | 1000 |
| Futsi Navalcarnero | 4 - 0 | Ourense            | 16 de abril | 18:30 | La Estación          | 100  |
| Goierri Urretxu    | 1 - 1 | Hegoalde Tolosa    | 16 de abril | 19:00 | Aldiri               | 150  |
| Valdetires Meirás  | 5 - 7 | Zaragoza 2002      | 16 de abril | 19:00 | Ensanche             | 100  |
| Soto del Real      | 4 - 9 | Tecnocasa Móstoles | 16 de abril | 19:00 | Mun. Soto Real       | 100  |

| Ourense            | 3 - 4 | Kettal Fuenlabrada | 23 de abril | 17:00        | Los Remedios      | 150 |
| Femesala Elche     | 6 - 1 | Goierri Urretxu    | 23 de abril | 17:00        | Esperanza Lag     | 100 |
| Zaragoza 2002      | 6 - 4 | Gironella          | 23 de abril | 18:00        | Delicias Bombarda | 150 |
| Teldeportivo       | 0 - 4 | Futsi Navalcarnero | 23 de abril | 18:00 (h.i.) | Paco Artiles      | 300 |
| Tecnocasa Móstoles | 9 - 2 | Valdetires Meirás  | 23 de abril | 19:00        | Villafontana      | 130 |
| Hegoalde Tolosa    | 5 - 4 | UCAM Murcia        | 23 de abril | 19:00        | Berazubi          | 200 |
| Soto del Real      | 4 - 0 | Arturo Eyres       | 23 de abril | 19:00        | Mun. Soto Real    | 100 |
| Cabanyal           | 2 - 4 | Diamante Rioja     | 24 de abril | 10:00        | Marni             | 50  |

| Arturo Eyres       | 2 - 2  | Ourense            | 30 de abril | 16:15 | Parquesol        | 100 |
| Diamante Rioja     | 3 - 6  | Hegoalde Tolosa    | 30 de abril | 18:00 | Lobete           | 200 |
| Futsi Navalcarnero | 10 - 2 | Cabanyal           | 30 de abril | 18:30 | La Estación      | 100 |
| Valdetires Meirás  | 1 - 5  | Soto del Real      | 30 de abril | 19:00 | Ensanche         | 100 |
| Gironella          | 4 - 4  | Tecnocasa Móstoles | 1 de mayo   | 11:30 | Mun. Gironella   | 200 |
| UCAM Murcia        | 1 - 6  | Femesala Elche     | 1 de mayo   | 12:00 | Pal. Dep. Murcia | 250 |
| Goierri Urretxu    | 4 - 4  | Zaragoza 2002      | 1 de mayo   | 18:30 | Aldiri           | 100 |
| Kettal Fuenlabrada | 4 - 3  | Teldeportivo       | 1 de mayo   | 19:00 | Trigal           | 200 |

| Cabanyal           | 0 - 1 | Kettal Fuenlabrada | 7 de mayo | 17:00        | Malvarrosa         | 50  |
| Zaragoza 2002      | 4 - 2 | UCAM Murcia        | 7 de mayo | 18:00        | Delicias           | 100 |
| Teldeportivo       | 3 - 2 | Ourense            | 7 de mayo | 18:00 (h.i.) | Paco Artiles       | 200 |
| Femesala Elche     | 7 - 4 | Diamante Rioja     | 7 de mayo | 18:30        | Esperanza Lag      | 100 |
| Tecnocasa Móstoles | 4 - 0 | Goierri Urretxu    | 7 de mayo | 18:30        | Villafonatana      | 130 |
| Hegoalde Tolosa    | 7 - 5 | Futsi Navalcarnero | 7 de mayo | 19:00        | Berazubi           | 300 |
| Soto del Real      | 2 - 2 | Gironella          | 7 de mayo | 19:00        | Mun. Soto del Real | 100 |
| Valdetires Meirás  | 0 - 2 | Arturo Eyres       | 7 de mayo | 19:00        | Ensanche           | 100 |

| Arturo Eyres       | 2 - 3 | Teldeportivo       | 14 de mayo | 15:15 | Parquesol            | 150 |
| Ourense            | 4 - 3 | Cabanyal           | 14 de mayo | 17:00 | Os Remedios          | 400 |
| Kettal Fuenlabrada | 4 - 2 | Hegoalde Tolosa    | 14 de mayo |       | Trigal               | 150 |
| Diamante Rioja     | 6 - 2 | Zaragoza 2002      | 14 de mayo | 19:00 | Lobete               | 150 |
| Futsi Navalcarnero | 4 - 3 | Femesala Elche     | 14 de mayo | 19:15 | La Estación          | 300 |
| Gironella          | 5 - 3 | Valdetires Meirás  | 14 de mayo | 19:15 | Mun. Gironella       | 500 |
| UCAM Murcia        | 2 - 4 | Tecnocasa Móstoles | 14 de mayo |       | Príncipe de Asturias | 150 |
| Goierri Urretxu    | 3 - 2 | Soto del Real      | 14 de mayo |       | Aldiri               | 100 |

| Cabanyal           | 2 - 5 | Teldeportivo       | 21 de mayo | 17:00 | Malvarrosa     | 50  |
| Zaragoza 2002      | 4 - 5 | Futsi Navalcarnero | 21 de mayo | 18:00 | Delicias       | 100 |
| Gironella          | 0 - 1 | Arturo Eyres       | 21 de mayo | 18:00 | Mun. Gironella | 300 |
| Tecnocasa Móstoles | 9 - 3 | Diamante Rioja     | 21 de mayo | 18:15 | Villafontana   | 150 |
| Femesala Elche     | 2 - 0 | Kettal Fuenlabrada | 21 de mayo | 18:30 | Esperanza Lag  | 400 |
| Hegoalde Tolosa    | 2 - 2 | Ourense            | 21 de mayo | 19:00 | Berazubi       | 150 |
| Soto del Real      | 5 - 7 | UCAM Murcia        | 21 de mayo | 19:00 | Mun. Soto Real | 150 |
| Valdetires Meirás  | 2 - 3 | Goierri Urretxu    | 21 de mayo | 19:00 | Ensanche       | 150 |

| Ourense            | 4 - 11 | Femesala Elche     | 4 de junio | 17:00        | Los Remedios         | 300 |
| Diamante Rioja     | 5 - 4  | Soto del Real      | 4 de junio | 18:00        | Lobete               | 200 |
| Teldeportivo       | 2 - 1  | Hegoalde Tolosa    | 4 de junio | 18:00 (h.i.) | Paco Artiles         | 150 |
| Futsi Navalcarnero | 3 - 4  | Tecnocasa Móstoles | 4 de junio | 18:30        | La Estación          | 200 |
| Cabanyal           | 0 - 1  | Arturo Eyres       | 4 de junio | 18:30        | Malvarrosa           | 50  |
| Goierri Urretxu    | 5 - 4  | Gironella          | 4 de junio | 18:30        | Josan Gasca          | 150 |
| UCAM Murcia        | 8 - 3  | Valdetires Meirás  | 4 de junio | 18:30        | Príncipe de Asturias | 100 |
| Kettal Fuenlabrada | 8 - 2  | Zaragoza 2002      | 5 de junio | 13:00        | La Cueva             |     |

| Zaragoza 2002      | 3 - 3 | Ourense            | 11 de junio | 17:00 | Delicias       | 100 |
| Femesala Elche     | 5 - 6 | Teldeportivo       | 11 de junio | 18:00 | Esperanza Lag  | 400 |
| Valdetires Meirás  | 5 - 5 | Diamante Rioja     | 11 de junio | 18:30 | Ensanche       | 50  |
| Hegoalde Tolosa    | 5 - 4 | Cabanyal           | 11 de junio | 19:00 | Berazubi       | 200 |
| Tecnocasa Móstoles | 5 - 1 | Kettal Fuenlabrada | 11 de junio |       | Villafontana   | 130 |
| Soto del Real      | 4 - 6 | Futsi Navalcarnero | 11 de junio |       | Mun. Soto Real | 150 |
| Gironella          | 3 - 7 | UCAM Murcia        | 11 de junio |       | Mun. Gironella | 500 |
| Arturo Eyres       | 3 - 1 | Goierri Urretxu    | 12 de junio | 12:15 | Parquesol      | 200 |